# Rivière-du-Nord
Circonscription électorale fédérale du Canada
Rivière-du-Nord est une circonscription électorale fédérale au Québec (Canada).

## Géographie
La circonscription se trouve au nord de Montréal dans la région québécoise de Laurentides. Elle est constituée de la partie de la municipalité régionale de comté de La Rivière-du-Nord comprenant la ville de Saint-Jérôme et la municipalité de Sainte-Sophie. Elle comprend également la ville de Sainte-Anne-des-Plaines, située au nord-est de la municipalité régional de comté de Thérèse- De Blainville.
Les circonscriptions limitrophes sont Mirabel, Les Pays-d'en-Haut, Montcalm, Terrebonne et Thérèse-De Blainville.

## Historique
La circonscription de Rivière-du-Nord est créée en 2003 à partir des circonscriptions de Laurentides, Berthier—Montcalm et Argenteuil—Papineau—Mirabel. Lors du redécoupage électoral de 2013, la circonscription cède la portion sud-ouest de son territoire, soit la municipalité de Saint-Colomban à la nouvelle circonscription de Mirabel.
Le territoire de Rivière-du-Nord est également modifié depuis le redécoupage électoral de 2023, effectif depuis les élections générales de 2025. La ville de Prévost et la municipalité de Saint-Hippolyte étant depuis dans la nouvelle circonscription de Les Pays-d'en-Haut. Le territoire de Rivière-du-Nord regroupe aujourd'hui la ville de Saint-Jérôme, la municipalité de Sainte-Sophie, ainsi que la ville de Sainte-Anne-des-Plaines, cette dernière étant auparavant dans la circonscription de Mirabel.

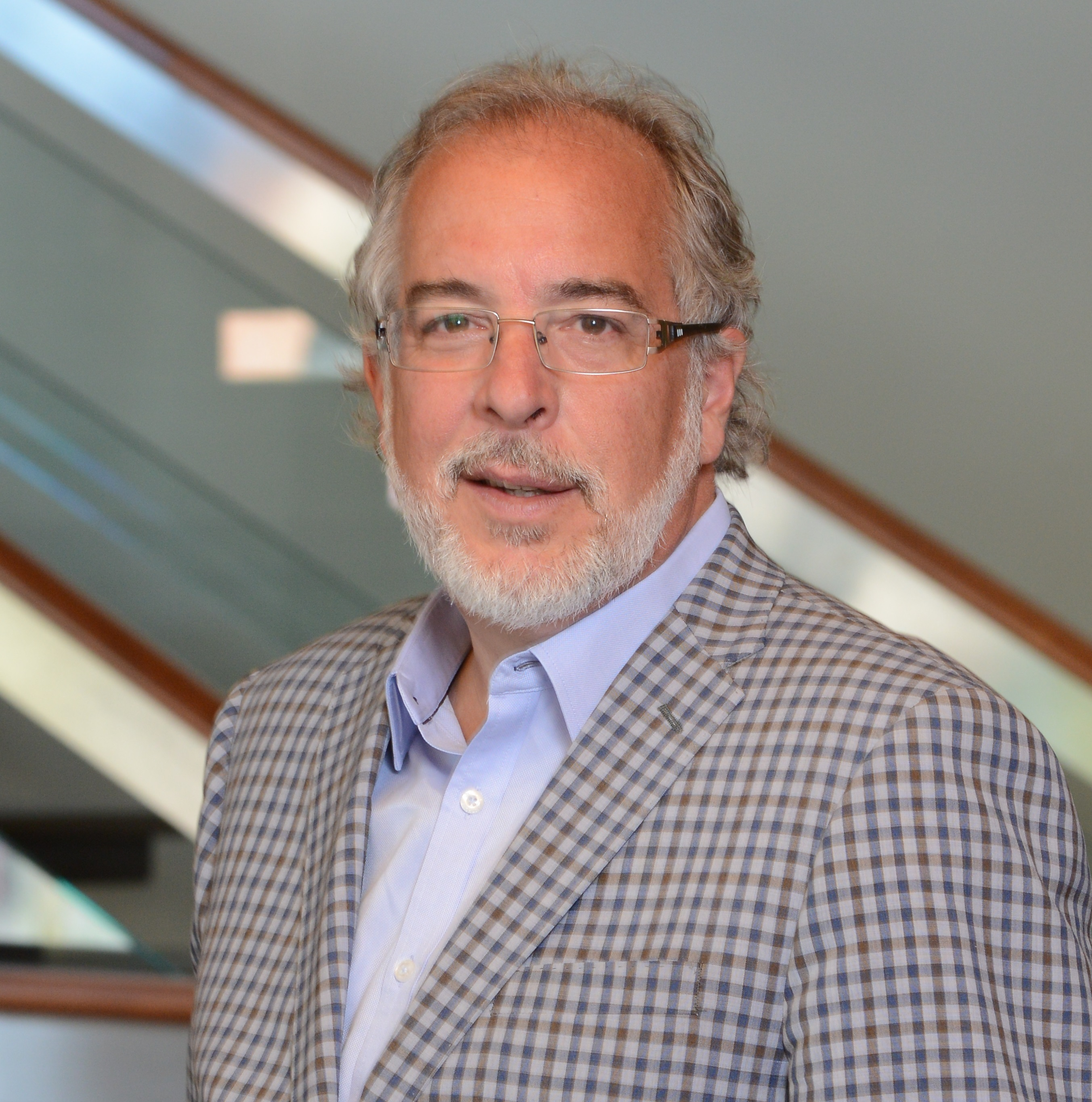
Rhéal Fortin

## Députés
| Législature                                                                            | Années        | Député                | Parti | Parti                                        |
| -------------------------------------------------------------------------------------- | ------------- | --------------------- | ----- | -------------------------------------------- |
| Rivière-du-Nord issue de Laurentides, Berthier—Montcalm et Argenteuil—Papineau—Mirabel |               |                       |       |                                              |
| 38e                                                                                    | 2004–2006     | Monique Guay          |       | Bloc québécois                               |
| 39e                                                                                    | 2006–2008     | Monique Guay          |       | Bloc québécois                               |
| 40e                                                                                    | 2008–2011     | Monique Guay          |       | Bloc québécois                               |
| 41e                                                                                    | 2011–2015     | Pierre Dionne Labelle |       | Néo-démocrate                                |
| 42e                                                                                    | 2015–2018     | Rhéal Fortin          |       | Bloc québécois                               |
| 42e                                                                                    | 2018          | Rhéal Fortin          |       | Groupe parlementaire québécois/Québec debout |
| 42e                                                                                    | 2018-2019     | Rhéal Fortin          |       | Bloc québécois                               |
| 43e                                                                                    | 2019–2021     | Rhéal Fortin          |       | Bloc québécois                               |
| 44e                                                                                    | 2021–2025     | Rhéal Fortin          |       | Bloc québécois                               |
| 45e                                                                                    | 2025–en cours | Rhéal Fortin          |       | Bloc québécois                               |

## Résultats électoraux
|       | Candidat                        | Parti          | # de voix | % des voix |
|       | Romain Vignol                   | Conservateur   | +04 793,  | 8,46 %     |
|       | Rhéal Fortin                    | Bloc québécois | +18 157,  | 32,05 %    |
|       | Janice Belair Rolland           | Libéral        | +14 933,  | 26,36 %    |
|       | (sortant) Pierre Dionne Labelle | NPD            | +17 077,  | 30,14 %    |
|       | Joey Leckman                    | Vert           | +01 436,  | 2,53 %     |
|       | Fobozof A. Côté                 | Rhinocéros     | +00261,   | 0,46 %     |
| Total | Total                           | Total          | 56 657    | 100 %      |

|       | Candidat               | Parti          | # de voix | % des voix |
|       | Sylvain Charron        | Conservateur   | +04 469,  | 8,35 %     |
|       | (sortant) Monique Guay | Bloc québécois | +15 105,  | 28,21 %    |
|       | Jonathan Juteau        | Libéral        | +03 400,  | 6,35 %     |
|       | Pierre Dionne Labelle  | NPD            | +29 603,  | 55,28 %    |
|       | René Piché             | Vert           | +00972,   | 1,82 %     |
| Total | Total                  | Total          | 53 549    | 100 %      |

|       | Candidat               | Parti          | # de voix | % des voix |
|       | Gilles Duguay          | Conservateur   | +07 170,  | 14,45 %    |
|       | (sortant) Monique Guay | Bloc québécois | +26 588,  | 53,57 %    |
|       | Joao Neves             | Libéral        | +06 755,  | 13,61 %    |
|       | Simon Bernier          | NPD            | +07 187,  | 14,48 %    |
|       | René Piché             | Vert           | +01 656,  | 3,34 %     |
|       | Jocelyne Leduc         | Indépendant    | +00273,   | 0,55 %     |
| Total | Total                  | Total          | 49 629    | 100 %      |